# Luz de la fe
Luz de la Fe (kirguís cirílico: Ыйман нуру, kirguís romanizado: Iyman nuru), oficialmente llamado «Partido Político por la Justicia y el Desarrollo “Luz de la Fe”» (kirguís: “Ыйман Нуру” Адилетүүлүк жана өнүгүү саясий партиясы; ruso cirílico: Политическая партия справедливости и развития «Ыйман Нуру» ruso romanizado: Politícheskaya partiya spravedlivosti i razvitiya «Yyman Nuru»), es un partido político de Kirguistán de ideología islámica moderada, fundado en 2012 en Kirguistán.

## Historia
El partido fue fundado el 25 de abril 2012 y registrado oficialmente el 27 de junio de 2012. Participó por primera vez en las elecciones parlamentarias de 2020, obteniendo 66 747 votos (3,1 %), por debajo del umbral del 7 %. En 2021, con el umbral rebajado al 5 %, logró 5,98 % de los votos y obtuvo cinco escaños en el Consejo Supremo, consolidándose como partido de oposición.

## Liderazgo
- Nurzhigit Kadyrbekov (n. 31 marzo 1977), periodista y abogado con experiencia en el Ministerio de Cultura, fue líder hasta su renuncia en septiembre 2024.[1]
- Dinara Așimova asumió la jefatura de la fracción parlamentaria en septiembre 2024.[1]

## Programa e ideario
Bajo el lema «Poder moral — vida digna», su plataforma incluye:
1. Distribución justa de recursos naturales y estratégicos.
2. Igualdad de oportunidades educativas y préstamos sin interés para jóvenes.
3. Reforma del sistema bancario hacia modelos de inversión compartida.
4. Apoyo a 10 000 startups para creación de empleo.
5. Reforma judicial para eliminar influencias políticas en órganos disciplinarios y fortalecer la justicia.

Además, promueven una visión islámica democrática cercana a valores tradicionales, sin pedir el derrocamiento del Estado secular.

## Ideología y posicionamiento
Se sitúan en la centro‑derecha, defendiendo la democracia islámica, el conservadurismo de mercado, el reformismo y un populismo moderado. Enfatizan moralidad, justicia social y renovación institucional.

## Situación legal y desafíos recientes
En diciembre de 2024 se aprobaron enmiendas a la ley de religión que podrían prohibir partidos inspirados en valores religiosos, incluyendo posible restricción de financiación o influencia clerical. Aun así, su presencia parlamentaria y discurso moderado la han convertido en la formación islámica más estable del país.

## Representación parlamentaria
En la legislatura tras las elecciones de noviembre 2021 obtuvo cinco escaños; primero liderados por Kadyrbekov y luego por Așimova desde septiembre 2024.

## Resultados electorales
| Elección | Votos  | %      | Umbral | Escaños |
| -------- | ------ | ------ | ------ | ------- |
| 2020     | 66 747 | 3,1 %  | 7 %    | 0       |
| 2021     | —      | 5,98 % | 5 %    | 5       |